# 彩城優里菜
彩城優里菜（あやしろ ゆりな，1993年2月24日—），日本的女演員，元AV女優。她屬於Diaz Group。

## 簡歴
出生於秋田縣。在出演非裸情色的印象影片DVD後，她於2012年9月以AV的身份出道，以成人影片製造商kawaii*的專屬演員身份出演過一部影片。
她原本是一名辦公室女員工，但為了存錢而參演了和服非裸情色片。然而，由於個人因素，她不得不返回老家，導致無法持續她的活動。當時她認為既然已經參與過情色片的拍攝，那麼不妨嘗試進入AV界，因此自願進入成人影視產業。
翌年2013年2月，她重返AV界，開始以單體與企劃女優的身份出演大量作品，所屬經紀公司為Marks Japan。
2014年5月29日，她加入偶像團體「マシュマロ3D」（後來改稱「マシュマロ3d+」），並以「マシュマロ☆ミント（Marshmallow☆Mint）」的藝名活動。
2016年2月27日，在マシュマロ3d+的定期演唱會上宣佈退出團體，並宣布暫停AV女優活動。
同年6月8日，她時隔4個月在官方部落格更新消息，表示未來將以拍攝會為主，但不會重返AV業界。10月1日起，成為LANTANA（ディアスグループ）經紀公司所屬。
2016年11月22日，與前AV女優愛須心亞（ここたん）和真野ゆりあ（まのちん）共同組成偶像團體「ぷりゅむ。」，並舉辦了首次個人演唱會。之後，她積極參與定期演出與媒體活動，直到2017年7月30日的演唱會後，團體正式解散。
2017年7月，她主演的電影《サイコウノバカヤロウ》上映。

## 外部連結
- にゃんゆりヶ丘へようこそ♪ 彩城ゆりなオフィシャルブログ（2013年4月25日 - ）
- ゆりにゃん的X（前Twitter）（2013年4月25日 - ）
- 彩城優里菜的Instagram帳戶
- vine 帳户：彩城ゆりな@AV女優[]